# Jürg Scherrer

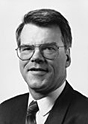
Jürg Scherrer

Jürg Scherrer (* 5. November 1947 in Zürich, heimatberechtigt in Dürnten) ist ein Schweizer Politiker. Er gehört der am rechten Rand politisierenden Auto-Partei (von 1994 bis 2009 Freiheits-Partei der Schweiz genannt) an, welche er von 1990 bis 2008 präsidiert hatte. Von 1992 bis 2008 war er Polizeidirektor der Stadt Biel. Im Herbst 2008 trat er nicht mehr zu den Wahlen an.
Scherrer ist verheiratet und Vater von zwei Kindern.

## Politische Ämter
- 1987–2000: Nationalrat
- 1992–2008: Mitglied des Gemeinderats (Exekutive) der Stadt Biel
- 2006–2010: Grossrat (Legislative) des Kantons Bern[1]
- seit 2021: Mitglied des Stadtrates (Legislative) der Stadt Biel[2]